# Grand-Prix-Saison 1927

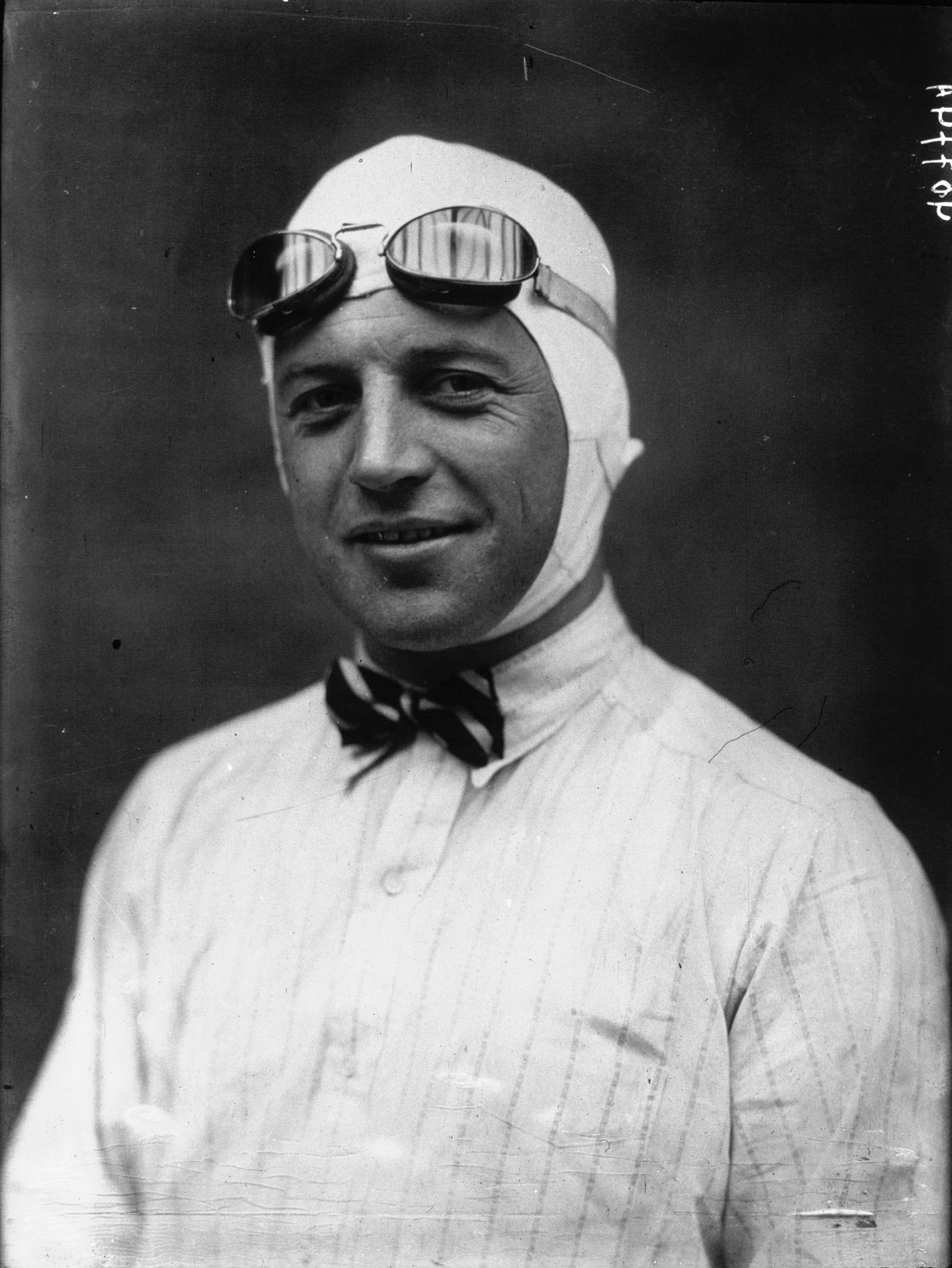
Indy-500-Sieger George Souders

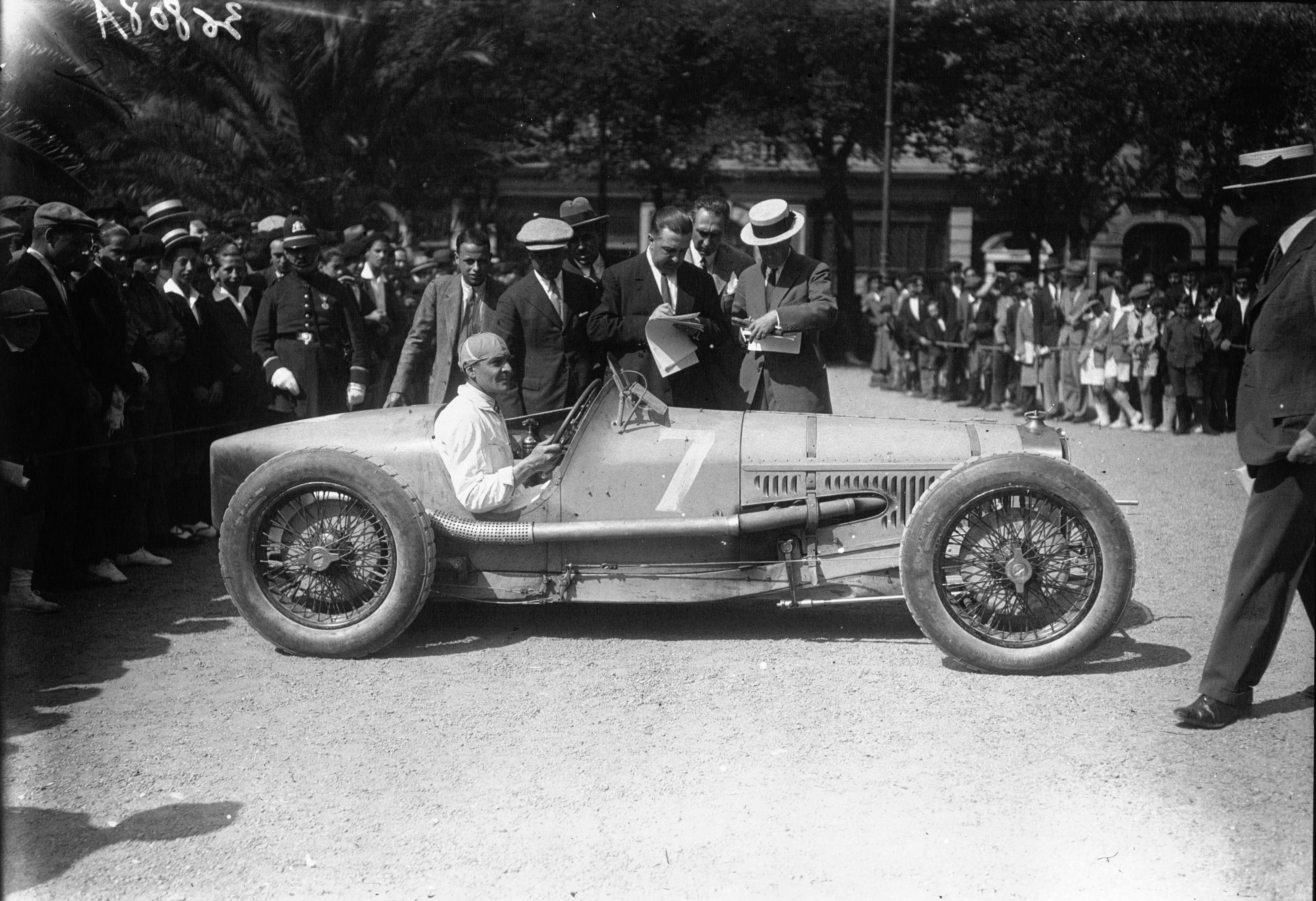
Vier Siege bei den Grandes Épreuves 1927: Robert Benoist, hier am Steuer eines Delage Type 15 S 8; beim Großen Preis von San Sebastián 1926

In der Grand-Prix-Saison 1927 wurde vom Automobil-Weltverband AIACR erneut eine Automobil-Weltmeisterschaft ausgeschrieben, für die die Ergebnisse der fünf in diesem Jahr ausgerichteten Grandes Épreuves gewertet wurden.
Diese Hauptrennen waren das Indianapolis 500 in den USA, der Große Preis von Frankreich, offiziell Grand Prix de l’ACF, auf dem Autodrome de Linas-Montlhéry, der Große Preis von Spanien auf dem Circuito Lasarte in San Sebastián, der Große Preis von Italien auf dem Autodromo di Monza nördlich von Mailand, der in diesem Jahr den Ehrentitel Großer Preis von Europa innehatte, sowie der Große Preis von Großbritannien auf der Hochgeschwindigkeitsbahn von Brooklands in Weybridge, Surrey. Die 1,5-Liter-Formel aus dem Vorjahr blieb dabei weiterhin in Kraft, lediglich das Mindestgewicht der Rennwagen war auf 700 kg erhöht worden. Mit Siegen in Frankreich, Spanien, Italien und Großbritannien – somit in allen vier Grands Prix – sicherte Robert Benoist praktisch im Alleingang des französischen Unternehmens Delage überlegen den Weltmeistertitel.
Daneben wurden – zumeist in Italien und Frankreich – weitere wichtige Rennen veranstaltet, darunter die Targa Florio auf Sizilien, die Coppa Montenero in Livorno, die Coppa Acerbo in Pescara sowie die Großen Preise von Rom und Mailand. Auch der Große Preis von San Sebastián war von internationaler Bedeutung.
Der 1927 zum zweiten Mal ausgetragene Große Preis von Deutschland auf dem Nürburgring war als Sportwagenrennen ausgeschrieben.

## Saisonbeschreibung
Die vorläufig letzte Grand-Prix-Saison, in der die Weltmeisterschaftsläufe noch vollständig durchgeführt wurden, stand ganz im Zeichen des französischen Herstellers Delage. Nach den Problemen im Vorjahr mit der extremen Aufheizung des Fußraums im Cockpit hatte Konstrukteur Albert Lory das vorjährige Grand-Prix-Modell radikal umkonstruiert. Durch Umdrehen des Zylinderkopfs lag der Auspuff nun auf der gegenüberliegenden Fahrzeugseite, fernab von den Füßen des Fahrers, sodass die Piloten das Potential des Autos nun vollständig nutzen konnten. Der Delage Type 15 S 8 gilt seitdem als einer der besten Rennwagen aller Zeiten und war seiner Zeit so weit voraus, dass er über zehn Jahre nach seinem ersten Erscheinen in der dann heiß umkämpften Voiturette-Klasse noch immer siegfähig war. 1927 gelang Robert Benoist damit die seltene Leistung, alle Grands Prix einer Saison zu gewinnen, wodurch er der Marke Delage den Weltmeistertitel sicherte.
Für Bugatti, den amtierenden Weltmeister von 1926, war dagegen schnell klar, dass für sein aktuelles Grand-Prix-Modell Bugatti Type 39A mit mehr als 50 PS Leistungsrückstand vor allem auf schnellen Kursen kaum noch Erfolgsaussichten bestanden. Nur auf dem klassischen Straßenkurs von San Sebastián konnte Emilio Materassi, der den zum Leiter des Rennteams aufgestiegenen Bartolomeo Costantini als Fahrer ersetzte, Benoist ein einziges Mal ernsthaft herausfordern. Ansonsten verzichtete Bugatti aber sogar auf die Teilnahme im Heimrennen in Montlhéry wie auch auf den italienischen Grand Prix und konzentrierte sich stattdessen auf die zahlreichen sogenannten „formelfreien“ Rennen, in denen neben Materassi auch Privatfahrer für die Marke zu Erfolgen kamen. Für die Automobilweltmeisterschaft bewirkte Bugattis Desinteresse jedoch praktisch eine Wiederholung der Vorsaison – wenn auch unter umgekehrten Vorzeichen, als Delage Bugatti die Weltmeisterschaft auf die gleiche Weise „schenkte“. Hinzu kam, dass auch Talbot – neben Delage und Bugatti praktisch der einzige unter der 1,5-Liter-Formel im Grand-Prix-Sport verbliebene Hersteller – diese Lücke nicht schließen konnte. Die durch die Entwicklung der neuen Rennwagen überspannte finanzielle Situation des Unternehmens reichte gerade noch bis zur Teilnahme am französischen Grand Prix. Nach dem abermals enttäuschenden Abschneiden dort musste sich das Rennteam auflösen.
Während die Grand-Prix-Rennen mit meist nur sechs oder sieben Teilnehmern weiterhin ein trostloses Bild abgaben, kam es zu einem regelrechten Boom der formelfreien Rennen in Italien und Frankreich. Hier traf Bugatti, wenn überhaupt, dann nur auf einzelne ausgemusterte und nun privat eingesetzte ehemalige Grand-Prix-Wagen, während die ersten Maserati noch nicht schnell genug waren. So eilten die Bugatti Type 35 in ihren verschiedenen frei verkäuflichen Varianten bald buchstäblich von Sieg zu Sieg. Neben Materassi, der auf Bugatti neben der erstmals ausgetragenen italienischen Meisterschaft unter anderem mit der Targa Florio auch eines der prestigeträchtigsten Rennen des Jahres gewinnen konnte, trugen sich mit Tazio Nuvolari, Louis Chiron oder Philippe Étancelin einige kommende Grand-Prix-Größen als Privatfahrer erstmals in die Siegerlisten solcher Rennen ein.
Auch bei den Grandes Épreuves, den eigentlichen Grand-Prix-Rennen, gab es angesichts der andauernden Krise erste Versuche, die Veranstaltungen über weitere Rahmenrennen mit attraktiver Besetzung aufzuwerten. Selbst der ehrwürdige Automobile Club de France öffnete sich schließlich so weit, dass er am Vortag seines Grand Prix neben einem zusätzlichen Rennen nach einer Verbrauchsformel noch einen weiteren Lauf für formelfreie Rennwagen ansetzte, in dem auch Privatfahrer zugelassen waren. Am weitesten gingen jedoch die Italiener, die ihren eigentlichen Grand Prix am Renntag gleich in ein ganzes Geflecht aus Vorläufen mit einem gemeinsamen Finale einbetteten, für das wiederum auch die Grand-Prix-Teilnehmer die Möglichkeit hatten, sich zu qualifizieren. Zur allgemeinen Überraschung wartete hier Fiat nach langer Abstinenz noch einmal mit einer aufsehenerregenden Neukonstruktion auf, nachdem sich das Werk eigentlich seit 1924 aus dem Grand-Prix-Sport zurückgezogen hatte. Der Motor des Fiat 806 bestand aus zwei Sechszylinderblöcken, deren Kurbelwellen in einem gemeinsamen Gehäuse untergebracht waren. Allerdings gelang es Fiat und Delage unter dem besonderen Format der Veranstaltung trotzdem, sich gegenseitig aus dem Weg zu gehen und das mit großer Spannung erwartete Duell der beiden Traditionsmarken zu vermeiden. Fiat konnte am Ende mit Pietro Bordino den Erfolg beim Gran Premio di Milano erringen, Delage aber mit Benoist den Sieg im eigentlichen Grand Prix für sich verbuchen. Im Anschluss zog sich Fiat endgültig aus dem Grand-Prix-Sport zurück, und auch Delage war mit dem Gewinn der Weltmeisterschaft am lange verfolgten Ziel angelangt und nicht mehr bereit, weiterhin Unsummen in die Entwicklung von Rennwagen zu investieren. Mit dem Abschied dieser beiden letzten aus dem „glorreichen Zeitalter“ verbliebenen Hersteller war der Grand-Prix-Sport in seiner Form als reiner Wettbewerb unter Automobilunternehmen praktisch am Ende.

## Rennkalender

### Grandes Épreuves
|   | Datum  | Rennen                                             | Strecke                      | Sieger                      | Statistik |
| - | ------ | -------------------------------------------------- | ---------------------------- | --------------------------- | --------- |
| 1 | 30.05. | Indianapolis 500                                   | Indianapolis Motor Speedway  | George Souders (Duesenberg) | Statistik |
| 2 | 03.07. | Großer Preis des ACF                               | Autodrome de Linas-Montlhéry | Robert Benoist (Delage)     | Statistik |
| 3 | 31.07. | Großer Preis von Spanien                           | Circuito Lasarte             | Robert Benoist (Delage)     | Statistik |
| 4 | 04.09. | Großer Preis von Italien (Großer Preis von Europa) | Autodromo di Monza           | Robert Benoist (Delage)     | Statistik |
| 5 | 01.10. | Großer Preis von Großbritannien                    | Brooklands                   | Robert Benoist (Delage)     | Statistik |

### Weitere Rennen
| Datum  | Rennen                          | Strecke                      | Sieger                        | Statistik |
| ------ | ------------------------------- | ---------------------------- | ----------------------------- | --------- |
| 06.03. | Gran Premio di Tripoli          | Tripolis                     | Emilio Materassi (Bugatti)    | Statistik |
| 13.03. | Grand Prix de l’Ouverture       | Autodrome de Linas-Montlhéry | Robert Benoist (Delage)       |           |
| 20.03. | Circuito Pozzo                  | Verona                       | Gaspare Bona (Bugatti)        |           |
| 27.03. | Trophée de Provence             | Circuit de Miramas           | Louis Chiron (Bugatti)        |           |
| 24.04. | Targa Florio                    | Medio circuito delle Madonie | Emilio Materassi (Bugatti)    | Statistik |
| 08.05. | Coppa di Messina                | Messina                      | Antonio Caliri (Bugatti)      |           |
| 08.05. | Circuito di Alessandria         | Circuito Pietro Bordino      | Gaspare Bona (Bugatti)        |           |
| 15.05. | Circuito del Savio              | Ravenna                      | Gaspare Bona (Bugatti)        |           |
| 27.05. | Grand Prix de Bourgogne         | Dijon                        | Raymond Leroy (Bugatti)       |           |
| 29.05. | Coppa di Perugia                | Perugia                      | Emilio Materassi (Bugatti)    |           |
| 12.06. | Premio Reale di Roma            | Circuito dei Parioli         | Tazio Nuvolari (Bugatti)      | Statistik |
| 12.06. | Grand Prix de Picardie          | Péronne                      | Philippe Auber (Bugatti)      |           |
| 12.06. | Circuit de Thuin                | Thuin                        | Joseph Reynartz (Bugatti)     |           |
| 19.06. | Eifelrennen                     | Nürburgring                  | Rudolf Caracciola (Mercedes)  | Statistik |
| 19.06. | Großer Preis von Bologna        | Bologna                      | Emilio Materassi (Bugatti)    |           |
| 02.07. | ACF Free For All Race           | Autodrome de Linas-Montlhéry | Albert Divo (Talbot)          |           |
| 02.07. | Coupe de la Commission Sportive | Autodrome de Linas-Montlhéry | André Boillot (Peugeot)       |           |
| 10.07. | Grand Prix de la Marne          | Circuit de Reims-Gueux       | Philippe Étancelin (Bugatti)  |           |
| 25.07. | Gran Premio de San Sebastián    | Circuito Lasarte             | Emilio Materassi (Bugatti)    | Statistik |
| 06.08. | Coppa Acerbo                    | Circuito di Pescara          | Giuseppe Campari (Alfa Romeo) | Statistik |
| 07.08. | Grand Prix du Comminges         | Circuit du Comminges         | François Eysserman (Bugatti)  |           |
| 14.08. | Coppa Montenero                 | Circuito di Montenero        | Emilio Materassi (Bugatti)    |           |
| 25.08. | Grand Prix de La Baule          | La Baule                     | George Eyston (Bugatti)       |           |
| 04.09. | Gran Premio di Milano           | Circuito di Monza            | Pietro Bordino (Fiat)         | Statistik |
| 10.09. | Grand Prix de Boulogne          | Boulogne                     | Malcolm Campbell (Bugatti)    |           |
| 18.09. | Solitude-Rennen                 | Solitude-Rennstrecke         | August Momberger (Bugatti)    |           |
| 18.09. | Circuit de Thuin                | Thuin                        | Freddy Charlier (Bugatti)     |           |
| 09.10. | Circuito del Garda              | Salò                         | Tazio Nuvolari (Bugatti)      |           |
| 15.10. | Junior Car Club 200 mile race   | Brooklands                   | Malcolm Campbell (Bugatti)    |           |
| 16.10. | Grand Prix du Salon             | Autodrome de Linas-Montlhéry | Michel Doré (La Licorne)      |           |
| 28.10. | Freddy Charlier                 | Carrara                      | „Niccoli“ (Bugatti)           |           |